# Daniel Forrer
Daniel Forrer (* 31. Juli 1981) ist ein ehemaliger Schweizer Skirennfahrer und Telemarker.

## Werdegang
Forrer begann seine Karriere 1996 im alpinen Skisport und war bis 2002 in FIS-Rennen und nationalen Meisterschaften aktiv. 2008 begann er seine internationale Karriere als Telemarker. Am 13. Dezember 2008 gab er sein Debüt im Telemark-Weltcup. Dabei gelang ihm auf der Piste in Les Houches auch auf Anhieb der Gewinn von Weltcup-Punkten. Am 17. Januar 2009 gelang ihm in Kobla mit dem dritten Platz im Classic Sprint erstmals die Fahrt aufs Podium. Bei seiner ersten Telemark-Weltmeisterschaft 2009 in Kreischberg erreichte er im Riesenslalom den 17. Platz. Im Classic-Rennen belegte er den sechsten Platz und im Classic Sprint den siebenten Platz. Bei den Schweizer Meisterschaften im Telemark 2009 gewann er vor Martin Welten und Bruno Sumi die Goldmedaille. In der Saison 2010 fuhr er bis auf wenige Ausnahmen regelmässig unter die besten zehn und erreichte damit am Ende der Saison den sechsten Platz in der Weltcup-Gesamtwertung.
Bei den Schweizer Meisterschaften im Telemark 2010 in Gstaad gewann er vor Bastien Dayer und Martin Welten die Goldmedaille. In seiner letzten Saison 2011 stieg er erst beim vierten Weltcup im schweizerischen Thyon ins Weltcupgeschehen ein. Er fuhr Resultate im Mittelfeld ein ausser im spanischen Espot, wo er im Classic Sprint den fünften Platz belegte und damit den 17. Platz in der Weltcup-Gesamtwertung erreichte. Bei seiner zweiten Telemark-Weltmeisterschaft 2011 in Rjukan fuhr er im Riesenslalom auf den sechsten, im Classic-Rennen auf den fünften und im Classic Sprint auf den vierten Platz. Nach der Weltmeisterschaft beendete er seine sportliche Karriere im Telemark.

## Erfolge

### Weltmeisterschaft
- Kreischberg 2009: 17. Riesenslalom, 6. Classic, 7. Classic Sprint
- Rjukan 2011: 6. Riesenslalom, 5. Classic, 4. Classic Sprint

### Weltcup
- 7 Podestplätze, davon 0 Siege:
- Weltcupplatzierungen

| Saison  | Gesamt | Riesenslalom | Classic | Classic Sprint | Parallelsprint |
| ------- | ------ | ------------ | ------- | -------------- | -------------- |
| 2008/09 | 7.     | 11.          | 12.     | 6.             | –              |
| 2010    | 6.     | 5.           | 10.     | 6.             | –              |
| 2011    | 17.    | 24.          | 14.     | 17.            | –              |

### Schweizer Meisterschaften
| Schweizer Meisterschaften | Schweizer Meisterschaften | Schweizer Meisterschaften | Schweizer Meisterschaften |
| ------------------------- | ------------------------- | ------------------------- | ------------------------- |
| Silber                    | 2008 Meiringen-Hasliberg  | Silber                    |                           |
| Silber                    | 2009 Blatten-Belalp       | Silber                    |                           |
| Gold                      | 2010 Gstaad               | Gold                      |                           |
| Gold                      | 2011 Grimentz             | Gold                      |                           |
| Silber                    | 2012 Melchsee-Frutt       | Silber im Sprint          |                           |
| Gold                      | 2013 Mürren               | Gold im Sprint            |                           |
| Silber                    | 2014 Lenk im Simmental    | Silber im Sprint          |                           |
| Bronze                    | 2015 Vals                 | Bronze im Sprint          |                           |